# Lijst van rijksmonumenten in Maasland
De plaats Maasland telt 58 inschrijvingen in het rijksmonumentenregister. Hieronder een overzicht.
| Object | Oorspronkelijke functie?  | Bouwjaar                                            | Architect | Locatie                          | Coördinaten?                  | Nr.?   | Afbeelding |
| --- | ------------------------- | --------------------------------------------------- | --------- | -------------------------------- | ----------------------------- | ------ | --- |
| Hoekpand met schilddak en IJsselstenen lijstgevel | Woonhuis                  | 17e-18e eeuw                                        |           | Doelstraat 2                     | 51° 56' 9" NB, 4° 16' 19" OL  | 26557  | Meer afbeeldingen |
| Pandje met schilddak, waarop topschoorsteen | Woonhuis                  | 17e eeuw                                            |           | Burgemeester van der Lelykade 2  | 51° 56' 9" NB, 4° 16' 19" OL  | 26558  | Meer afbeeldingen |
| Pand met ingezwenkte gevel onder rechte lijst. IJsselsteen met rode vensterstrekken | Woonhuis                  | midden 19e eeuw                                     |           | Burgemeester van der Lelykade 3  | 51° 56' 9" NB, 4° 16' 19" OL  | 26559  | Meer afbeeldingen |
| Huis van enigszins stadse allure met schilddak | Bedrijfs-,fabriekswoning  | 1817 (steen)                                        |           | Burgemeester van der Lelykade 4  | 51° 56' 9" NB, 4° 16' 19" OL  | 26560  | Meer afbeeldingen |
| Huis met lijstgevel, waarin oude kozijnen en oorspronkelijke deur | Woonhuis                  |                                                     |           | Burgemeester van der Lelykade 5  | 51° 56' 8" NB, 4° 16' 19" OL  | 26561  | Meer afbeeldingen |
| Hoekpand, boerderij met dwars woongedeelte onder schilddak | Boerderij                 | wellicht 18e eeuw                                   |           | Burgemeester van der Lelykade 7  | 51° 56' 8" NB, 4° 16' 19" OL  | 26562  | Meer afbeeldingen |
| Voormalige boerderij van alleen begane-grond met zeer hoog schilddak | Boerderij                 |                                                     |           | Burgemeester van der Lelykade 10 | 51° 56' 7" NB, 4° 16' 19" OL  | 26563  | Voormalige boerderij van alleen begane-grond met zeer hoog schilddak |
| Pand onder dwars schilddak | Woonhuis                  | wellicht 17e eeuw                                   |           | Burgemeester van der Lelykade 14 | 51° 56' 7" NB, 4° 16' 18" OL  | 26564  | Meer afbeeldingen |
| Pandje van parterre met lage bovenverdieping onder dwars schilddak | Woonhuis                  | wellicht rond 1800                                  |           | Burgemeester van der Lelykade 16 | 51° 56' 7" NB, 4° 16' 18" OL  | 26565  | Pandje van parterre met lage bovenverdieping onder dwars schilddak |
| Pand met hoog, aan de voorzijde afgewolfd zadeldak en gewitte, ingezwenkte gevel onder getande lijst | Woonhuis                  | wellicht eerste helft 19e eeuw                      |           | Burgemeester van der Lelykade 26 | 51° 56' 5" NB, 4° 16' 17" OL  | 26566  | Pand met hoog, aan de voorzijde afgewolfd zadeldak en gewitte, ingezwenkte gevel onder getande lijst                                                                                                |
| Commandeurshof, ten noordoosten van de kerk overblijfselen bestaande uit een hoger gedeelte met zadeldak tussen puntgevels en met natuurstenen banden, geblokte vensterontlastingsbogen en muurankers en een lager gedeelte daarachter          | Klooster, kloosteronderdl | derde kwart 16e eeuw                                |           | Commandeurshof 1                 | 51° 56' 12" NB, 4° 16' 22" OL | 26567  | Meer afbeeldingen |
| Pandje met lijstgevel, waarvan de zijkanten zijn afgeschuind | Woonhuis                  | wellicht 18e eeuw                                   |           | 's Herenstraat 15                | 51° 56' 5" NB, 4° 16' 16" OL  | 26568  | Meer afbeeldingen |
| Huis met een lange zijgevel aan de straat en een zadeldak tussen twee puntgevels met vlechtingen (Dorpsherberg De Pynas) | Woonhuis                  | 17e eeuw                                            |           | 's Herenstraat 20                | 51° 56' 7" NB, 4° 16' 16" OL  | 26569  | Meer afbeeldingen |
| Voormalige boerderij met dwars woongedeelte onder pannen schilddak, Museum de Schilpen | Boerderij                 | eerste kwart 19e eeuw                               |           | 's Herenstraat 24                | 51° 56' 7" NB, 4° 16' 16" OL  | 26570  | Meer afbeeldingen |
| Huis met een schilddak en gepleisterde lijstgevel | Woonhuis                  | wellicht 18e eeuw                                   |           | 's Herenstraat 28                | 51° 56' 8" NB, 4° 16' 17" OL  | 26571  | Meer afbeeldingen |
| Hoog pand met rood gesausde gevel, waarvan de zijkanten zijn afgeschuind | Woonhuis                  | 18e eeuw                                            |           | 's Herenstraat 35                | 51° 56' 9" NB, 4° 16' 17" OL  | 26572  | Hoog pand met rood gesausde gevel, waarvan de zijkanten zijn afgeschuind |
| Gepleisterde lijstgevel met afgeschuinde zijkanten | Woonhuis                  | eerste kwart 19e eeuw                               |           | 's Herenstraat 36                | 51° 56' 9" NB, 4° 16' 17" OL  | 26573  | Meer afbeeldingen |
| Langwerpig huis onder schilddak | Woonhuis                  | wellicht 17e eeuw 1792 (jaartalsteen in achterbouw) |           | 's Herenstraat 48                | 51° 56' 11" NB, 4° 16' 16" OL | 26574  | Meer afbeeldingen |
| Twee ingezwenkte, gepleisterde gevels met rechte lijsten en muurankers | Woonhuis                  | 19e eeuw (karakter)                                 |           | 's Herenstraat 52                | 51° 56' 12" NB, 4° 16' 16" OL | 26575  | Meer afbeeldingen |
| Pand onder hoog, pannen zadeldak, dat aan de voorzijde is afgewolfd | Werk-woonhuis             | wellicht 18e eeuw                                   |           | 's Herenstraat 53                | 51° 56' 12" NB, 4° 16' 16" OL | 26576  | Meer afbeeldingen |
| Huis met gepleisterde lijstgevel en in de verdiepingen oude kozijnen | Woonhuis                  | wellicht 17e eeuw                                   |           | 's Herenstraat 56                | 51° 56' 13" NB, 4° 16' 18" OL | 26577  | Meer afbeeldingen |
| Huis met trapgevel met geprofileerde dekplaten en gewijzigde topafdekking. Ontlastingsbogen van vroegere vensters. Topanker | Woonhuis                  | 17e eeuw                                            |           | 's Herenstraat 60                | 51° 56' 13" NB, 4° 16' 19" OL | 26578  | Meer afbeeldingen |
| Hoekpand met hoog schilddak, lijstgevel (XIX A) en achterbouw met oude kozijnen en luiken | Woonhuis                  | mogelijk 18e eeuw                                   |           | 's Herenstraat 61                | 51° 56' 13" NB, 4° 16' 19" OL | 26579  | Meer afbeeldingen |
| Dwarshuisje met zadeldak, oude kozijnen en onder de gewijzigde gootlijst consoles | Woonhuis                  | mogelijk 17e eeuw                                   |           | 's Herenstraat 67                | 51° 56' 14" NB, 4° 16' 19" OL | 26580  | Meer afbeeldingen |
| Pand met hoog schilddak en gepleisterde lijstgevel | Woonhuis                  | 17e eeuw                                            |           | 's Herenstraat 68                | 51° 56' 15" NB, 4° 16' 19" OL | 26581  | Meer afbeeldingen |
| Hoekpand Lange Taam. Dwarshuis van parterre en verdieping onder zadeldak. Gepleisterde lijstgevels; aan de voorgevel gesneden bladconsoles in de lijst, Deuromlijsting met pilasters. Achterbouw aan de Lange Taam nr 1 onder schilddak         | Woonhuis                  | eerste helft 19e eeuw                               |           | 's Herenstraat 75                | 51° 56' 16" NB, 4° 16' 19" OL | 26582  | Meer afbeeldingen |
| Hoekpand Lange Taam. Dwarshuis van parterre en lage verdieping onder zadeldak tussen gepleisterde puntgevels. De vensters van de verdieping hebben oude kozijnen en roedenverdeling, alsmede luiken                                             | Woonhuis                  | 18e eeuw                                            |           | 's Herenstraat 80by78            | 51° 56' 16" NB, 4° 16' 19" OL | 26583  | Hoekpand Lange Taam. Dwarshuis van parterre en lage verdieping onder zadeldak tussen gepleisterde puntgevels. De vensters van de verdieping hebben oude kozijnen en roedenverdeling, alsmede luiken |
| Boerderij waarvan alleen het woongedeelte nog resteert | Boerderij                 | ca. 1900                                            |           | 's Herenstraat 79                | 51° 56' 17" NB, 4° 16' 19" OL | 26584  | Boerderij waarvan alleen het woongedeelte nog resteert |
| Oude Kerk | Kerk en kerkonderdeel     | 18e eeuw                                            |           | Kerkplein 1                      | 51° 56' 11" NB, 4° 16' 19" OL | 26585  | Meer afbeeldingen |
| Hoekpand, rechthoekig woongedeelte onder dwars schilddak met gepleisterde lijstgevels en deuromlijsting door pilasters. Lagere achtervleugel onder zadeldak, dat aan de achterzijde door een puntgevel met rookkanaal in de as wordt afgesloten | Woonhuis                  | 18e eeuw                                            |           | Kerkplein 2                      | 51° 56' 10" NB, 4° 16' 17" OL | 26586  | Meer afbeeldingen |
| Pand met gepleisterde ingezwenkte gevel met rechte lijst | Woonhuis                  | eerste helft 19e eeuw                               |           | Kerkplein 7                      | 51° 56' 11" NB, 4° 16' 18" OL | 26587  | Meer afbeeldingen |
| Dwarshuis met zadeldak tussen puntgevels | Woonhuis                  | eerste helft 19e eeuw                               |           | Kerkplein 10                     | 51° 56' 11" NB, 4° 16' 21" OL | 26588  | Meer afbeeldingen |
| Pand van alleen begane-grond met zolderverdieping en zadeldak dat aan de waterkant wordt afgesloten door een puntgevel met kruiskozijnen, luiken en muurankers. Gepleisterde zijgevel. Naast dit pand een schuurtje met zadeldak en puntgevel   | Woonhuis                  | 18e eeuw                                            |           | Kerkstraat 3                     | 51° 56' 12" NB, 4° 16' 19" OL | 26589  | Meer afbeeldingen |
| Pand van begane-grond op ongeveer vierkante plattegrond | Woonhuis                  | 1841                                                |           | Kerkstraat 4                     | 51° 56' 12" NB, 4° 16' 19" OL | 26590  | Meer afbeeldingen |
| Boerderij met langgerekte stal en dwars woongedeelte onder afgewolfd zadeldak. Links een opkamer | Boerderij                 | 17e eeuw                                            |           | Kluiskade 21                     | 51° 55' 48" NB, 4° 16' 15" OL | 26591  | Meer afbeeldingen |
| Dijkmolen | Industrie- en poldermolen | 1718                                                |           | Molenweg 6                       | 51° 56' 33" NB, 4° 16' 25" OL | 26592  | Meer afbeeldingen |
| Leeuwenwoning | Boerderij                 | 17e eeuw en ouder                                   |           | Oostgaag 13                      | 51° 57' 8" NB, 4° 16' 51" OL  | 26594  | Meer afbeeldingen |
| Alle morgen nieuwe zorgen | Boerderij                 | 17e eeuw                                            |           | Oostgaag 49                      | 51° 57' 21" NB, 4° 17' 37" OL | 26595  | Meer afbeeldingen |
| Niet zonder gods zege | Boerderij                 | 1778 (steen)                                        |           | Oostgaag 55                      | 51° 57' 24" NB, 4° 17' 42" OL | 26596  | Meer afbeeldingen |
| Op de hoek van de Kluiskade een boerderij op L-vormige plattegrond, schilderachtig gelegen, met pannen schilddak en voorgevel met ingezwenkte zijkanten. Oude kozijnen                                                                          | Boerderij                 | mogelijk 18e eeuw                                   |           | Trekkade 1                       | 51° 55' 40" NB, 4° 16' 18" OL | 26597  | Meer afbeeldingen |
| Boerderijtje met afgeknotte puntgevel, waarin geblokte ontlastingsbogen | Boerderij                 | 17e eeuw                                            |           | Westgaag 2                       | 51° 57' 5" NB, 4° 16' 40" OL  | 26598  | Meer afbeeldingen |
| Gerestaureerde hoeve met langwerpig dwars woongedeelte onder strodak, gedateerd in cijfers van metselwerk 1666. Links een opkamer boven kelder, verlicht door vensters in getoogde nissen. Ramen en verdiepte deurpilasters XVIII. Inrijhek     | Boerderij                 | 1666 / 18e eeuw                                     |           | Westgaag 28                      | 51° 56' 57" NB, 4° 16' 5" OL  | 26599  | Meer afbeeldingen |
| Boerderij van het krukhuistype met interieuronderdelen | Boerderij                 | 17e eeuw en ouder                                   |           | Westgaag 100                     | 51° 56' 45" NB, 4° 14' 58" OL | 492244 | Meer afbeeldingen |
| Boerderij van het krukhuistype | Boerderij                 | 17e eeuw en ouder                                   |           | Westgaag 74                      | 51° 56' 51" NB, 4° 15' 29" OL | 506271 | Meer afbeeldingen |
| Terrein waarin sporen van bewoning uit de IJzertijd en sporen van bewoning waaronder de resten van een commanderij van de Duitse Orde | Archeologisch monument    | late middeleeuwen                                   |           | Aan de Herenlaan                 | 51° 57' 8" NB, 4° 14' 18" OL  | 508082 | Terrein waarin sporen van bewoning uit de IJzertijd en sporen van bewoning waaronder de resten van een commanderij van de Duitse Orde                                                               |
| Karnhuis | Boerderij                 | 17e/19e eeuw                                        |           | Westgaag 74                      | 51° 56' 51" NB, 4° 15' 29" OL | 508136 | Upload foto |
| Schuur bestemd voor kleinvee | Boerderij                 | 18e eeuw (kern)                                     |           | Westgaag 74                      | 51° 56' 51" NB, 4° 15' 29" OL | 508137 | Upload foto |
| Arendshoeve | Boerderij                 | 1860                                                |           | Commandeurskade 46               | 51° 56' 53" NB, 4° 16' 37" OL | 518170 | Meer afbeeldingen |
| Wagenschuur | Boerderij                 | laatste kwart 19e eeuw                              |           | Commandeurskade bij 46           | 51° 56' 53" NB, 4° 16' 37" OL | 518171 | Upload foto |
| Voormalig molenaarswoning met bedrijfsruimte | Bedrijfs-,fabriekswoning  | 1894                                                |           | Molenweg 7                       | 51° 56' 38" NB, 4° 16' 29" OL | 518173 | Voormalig molenaarswoning met bedrijfsruimte |
| Schuur | Boerderij                 | 1800-1850                                           |           | Molenweg bij 7                   | 51° 56' 38" NB, 4° 16' 29" OL | 518174 | Schuur |
| Molen de Drie Lelies | Industrie- en poldermolen | 1767                                                |           | Molenweg 8                       | 51° 56' 38" NB, 4° 16' 28" OL | 518175 | Meer afbeeldingen |
| Gaaglust | Boerderij                 | 1902                                                |           | Oostgaag 43                      | 51° 57' 19" NB, 4° 17' 26" OL | 518177 | Meer afbeeldingen |
| Schuur | Boerderij                 | 1900                                                |           | Oostgaag 43                      | 51° 57' 19" NB, 4° 17' 26" OL | 518178 | Schuur |
| Schuur | Boerderij                 | 1900                                                |           | Oostgaag 43                      | 51° 57' 19" NB, 4° 17' 26" OL | 518179 | Schuur |
| Pakhuis met kantoor | Opslag                    | 1875-1900                                           |           | Kerkplein 6                      | 51° 56' 11" NB, 4° 16' 17" OL | 518180 | Meer afbeeldingen |
| Boerderij op T-vormige plattegrond met aan de achterzijde van het langgerekte bedrijfsgedeelte een dwarsgeplaatste schuur | Boerderij                 | 1889                                                |           | Commandeurskade 36               | 51° 56' 41" NB, 4° 16' 34" OL | 518181 | Boerderij op T-vormige plattegrond met aan de achterzijde van het langgerekte bedrijfsgedeelte een dwarsgeplaatste schuur                                                                           |
| Kralingerpolder, Grote- of Oude Molen (molenrestant) | Industrie- en poldermolen | 1752 (bouw) 1913 (onttakeld)                        |           | Oostgaag 23                      | 51° 57' 18" NB, 4° 16' 56" OL | 527573 | Meer afbeeldingen |